# Palicourea officinalis
Palicourea officinalis là một loài thực vật có hoa trong họ Thiến thảo. Loài này được Mart. mô tả khoa học đầu tiên năm 1828.